# 森常吉
森 常吉（もり つねきち） は、幕末の桑名藩士。後に新選組隊士、頭取改役。通称は弥一左衛門とも。諱は陳明（つらあき）。

## 生涯
文政9年（1826年）6月12日、桑名藩士・小河内殷秋（ただあき）の長男として生まれ、後に子供に恵まれなかった伯父の森家を継ぐ。
桑名藩では御馬廻、横目、御使番、大目付を歴任し、藩主・松平定敬が京都所司代であった時には公用人筆頭として朝廷や諸藩との外交責任者であった 。
慶応4年（1868年）1月に始まった戊辰戦争においては、同年5月の上野戦争に参戦した後、同じく桑名藩士の関川代次郎らと共に徹底抗戦派の藩主・松平定敬を護衛して北上し、仙台での戦闘中に新選組に入隊した。その後、蝦夷地へ渡航して箱館戦争に参戦し、明治2年（1869年）早々に新選組の頭取改役（隊長）に任命される。

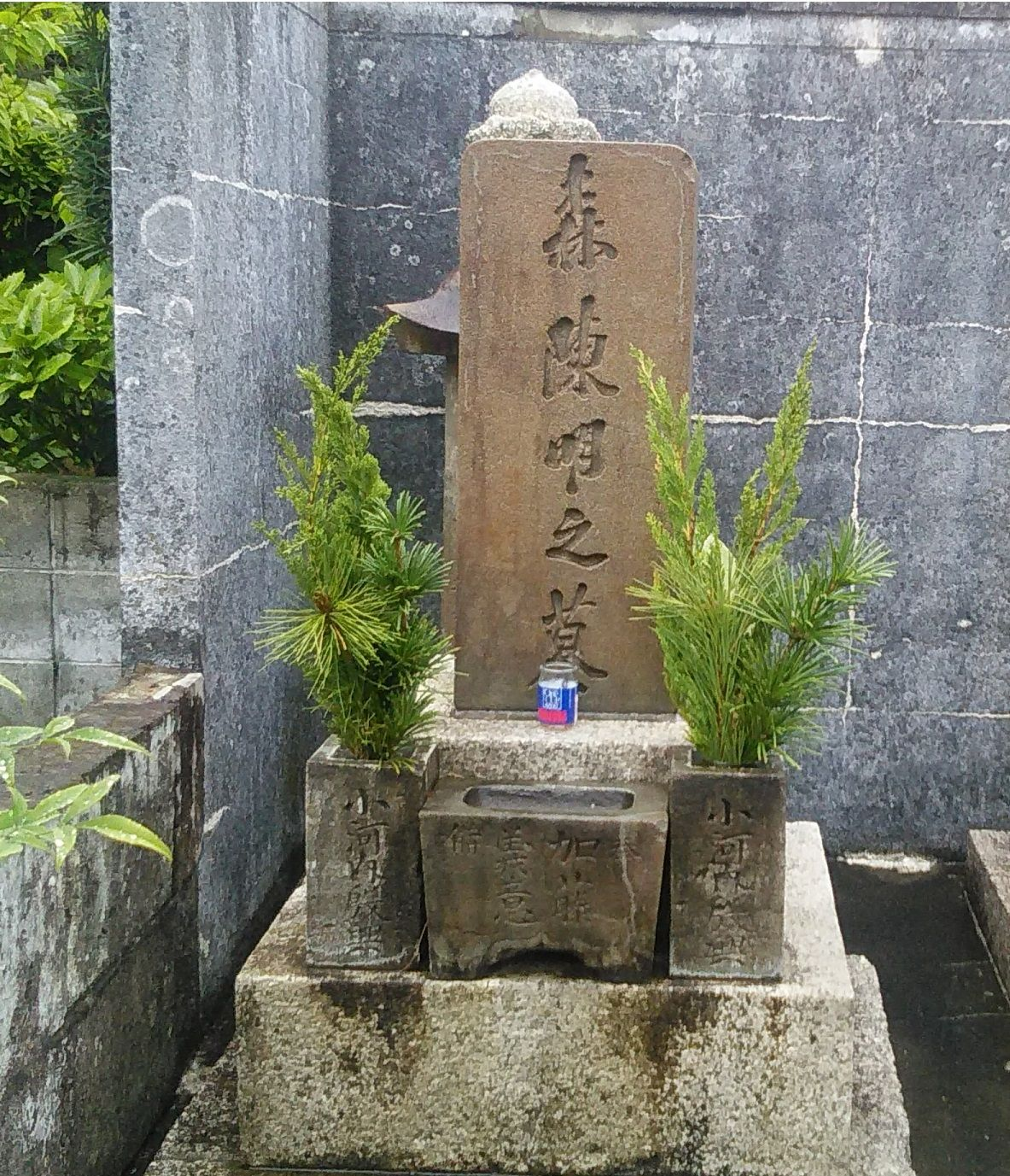
森陳明の墓(桑名市十念寺)

箱館戦争終結後は藩主・松平定敬を守るために全責任を負って出頭し投獄。その後、刑部省から桑名藩に引き渡され、明治2年（1869年）11月13日に東京深川の旧藩邸において切腹した。享年44。墓所は東京都江東区の霊巌寺と三重県桑名市の十念寺にあり、十念寺にある墓は昭和41年（1966年）11月22日に桑名市の市指定文化財となっている。なお、墓の正面に刻まれた「森陳明之墓」の文字は松平定敬の書によるものであり、他の三面の銘は明治8年（1875年）10月に高松徳重の撰と江間政発の書によるものである。
辞世の歌は、
- なかなかに おしき命に ありなから 君のためには なにいとふべき
- うれしさよ つくす心の あらわれて 君にかわれる 死出の旅立

※君＝藩主・松平定敬のこと。

## 子孫
常吉の切腹後、森家はお家断絶となり、常吉の長男である陳義は若月（若槻）と改姓。ほかにも子孫は存続しており、常吉は女優鶴田真由の母方（若月/若槻 姓）の5代前の先祖に当たる。なお、陳義の子である三木太郎は更に吉村と改姓している。